# のざP・駒形友梨のライブドッグ!
『のざP・駒形友梨のライブドッグ!』（のざピー こまがたゆり の ライブドッグ）は、超!A&G+で放送されていたインターネットラジオ番組。

## 番組概要
2009年から2010年にわたり、野崎がパーソナリティを計3回担当した超!A&Gミュージック+プレミアム、超!A&G+スペシャルでの特別番組を経て、2010年10月より、「manzoの超!A&Gミュージック+プレミアム」で共演した山口と共に「のざP&りえのLive Dog!」として開始した。

### 放送時間
のざP&りえのLive dog!
- 2010年10月10日 - 2011年9月25日

隔週日曜日 20:00 - 20:30（リピート放送:土曜日 13:00 - 13:30）
- 2011年10月9日 - 2012年9月23日

隔週日曜日 20:00 - 20:30（リピート放送:土曜日 9:00 - 9:30）
のざP・松永真穂のライブドッグ!
- 2012年10月7日 - 2013年10月6日

隔週日曜日 20:00 - 20:30（リピート放送:土曜日 9:00 - 9:30）
- 2013年10月20日 - 2014年3月23日

隔週日曜日 18:30 - 19:00（リピート放送:土曜日 9:00 - 9:30）
- 2014年4月6日 - 2015年4月4日

隔週日曜日 18:30 - 19:00（リピート放送:土曜日 9:00 - 9:30、火曜日 6：30 - 7:00）
- 2015年4月11日 - 2015年9月29日

隔週日曜日 18:30 - 19:00（リピート放送:火曜日 6:30 - 7:00）
- 2015年10月6日 - 2016年1月3日

隔週日曜日 18:30 - 19:00（リピート放送:無し）
- 2016年1月6日 - 2016年3月23日

隔週水曜日 2:00 - 2:30（火曜日深夜。リピート放送:水曜日 14:30 - 15:00）
のざP・前田玲奈のライブドッグ!
- 2016年4月8日 - 2017年3月24日

隔週金曜日 3:00 - 3:30（木曜日深夜。リピート放送:金曜日 15:30 - 16:00）
のざP・駒形友梨のライブドッグ!
- 2017年4月7日 - 2019年3月28日

隔週金曜日 3:00 - 3:30（木曜日深夜。リピート放送:金曜日 15:30 - 16:00）
- 2019年4月7日 ｰ 2020年9月27日

隔週日曜日 11:30 ｰ 12:00

### パーソナリティ
- 野崎圭一（のざP、flying DOG音楽プロデューサー）
- 駒形友梨（2017年4月6日 - 2020年9月27日）
- 柿島伸次

過去のパーソナリティ
- 山口理恵（2010年10月 - 2012年7月）

スケジュールの都合上第47回（2012年7月15日放送分）より出演休止となり、そのまま降板。
出演休止中は柿島がアシスタント代理を行った。
- 松永真穂（まほちゅ、StylipS、2012年10月 - 2016年3月）[4]
- 前田玲奈（2016年4月8日 - 2017年3月24日）

## コーナー
トークコーナー
アーティストや楽曲制作者、声優をゲストに迎えてトークを行う
ライブコーナー
柿島の演奏で生ライブを行う

## ゲスト
- 第1回（2017年4月7日） - manzo
- 第2回（2017年4月21日） - Kicco
- 第3回（2017年5月5日） - 織田かおり
- 第4回（2017年5月19日） - 大原ゆい子
- 第5回（2017年6月2日） - YURiKA
- 第6回（2017年6月16日） - 佐々木史朗（フライングドッグ社長）
- 第7回（2017年6月30日） - micco
- 第8回（2017年7月14日） - 亜咲花
- 第9回（2017年7月28日） - 佐々木恵梨
- 第10回（2017年8月11日） - 9nine
- 第11回（2017年8月25日） - Zwei
- 第12回（2017年9月8日） - 彩音
- 第13回（2017年9月22日） - 結城アイラ
- 第14回（2017年10月6日） - 春奈るな
- 第15回（2017年10月20日） - 福山芳樹
- 第16回（2017年11月3日） - 上間江望
- 第17回（2017年11月17日） - いとうかなこ
- 第18回（2017年12月1日） - 高橋秀幸
- 第19回（2017年12月15日） - 宮本佳那子
- 第20回（2017年12月29日） - mao
- 第21回（2018年1月12日） - 梶浦由記
- 第22回（2018年1月26日） - 凛
- 第23回（2018年2月9日） - CooRie
- 第24回（2018年2月23日） - 亜咲花
- 第25回（2018年3月9日） - 原由実
- 第26回（2018年3月23日） - 松本梨香
- 第27回（2018年4月6日） - 上間江望
- 第28回（2018年4月20日） - 木村優
- 第29回（2018年5月4日） - savage genius
- 第30回（2018年5月18日） - いとうかなこ
- 第31回（2018年6月1日） - 松澤由美
- 第32回（2018年6月15日） - 駒形友梨
- 第33回（2018年6月29日） - かなでももこ
- 第34回（2018年7月13日） - 織田かおり
- 第35回（2018年7月27日） - 貝田由里子
- 第36回（2018年8月10日） - 大原ゆい子
- 第37回（2018年8月24日） - 木皿陽平
- 第38回（2018年9月7日） - 川上真樹
- 第39回（2018年9月21日） - 上間江望
- 第40回（2018年10月5日） - yozuca*
- 第41回（2018年10月19日） - MIKOTO
- 第42回（2018年11月2日） - かなでももこ
- 第43回（2018年11月16日） - Ayumu

## ライブコーナーで演奏した曲
※演奏は付随事項がない限り、柿島が担当。
| のざP・前田玲奈のライブドッグ! | のざP・前田玲奈のライブドッグ!    | のざP・前田玲奈のライブドッグ! | のざP・前田玲奈のライブドッグ! | のざP・前田玲奈のライブドッグ! |
| 回（放送日）                   | 曲名                              | 歌唱者                         | 備考                           |                                |
| ------------------------------ | --------------------------------- | ------------------------------ | ------------------------------ | ------------------------------ |
| 第1回（2016年4月7日）          | ラムのラブソング～ボッサ&博多弁～ | 前田玲奈                       |                                |                                |
| 第1回（2016年4月7日）          | 制服                              | 前田玲奈                       |                                |                                |
| 第2回（2016年4月22日）         |                                   | Remi                           |                                |                                |
| 第3回（2016年5月6日）          | 哀戦士                            | 川添智久                       |                                |                                |
| 第4回（2016年5月20日）         | ゼロトケイ                        | 織田かおり                     |                                |                                |
| 第5回（2016年6月3日）          | あるこう                          | 上間江望                       |                                |                                |
| 第6回（2016年6月17日）         | ジョーモンヤーヨイ ～日本の歴史～ | かっきー&アッシュポテト        |                                |                                |
| 第7回（2016年7月1日）          | Yesterday                         | コミネリサ                     |                                |                                |
| 第7回（2016年7月1日）          | ステキな果実                      | コミネリサ                     |                                |                                |
| 第8回（2016年7月15日）         | Summer of '69                     | サイキックラバー               |                                |                                |
| 第9回（2016年7月29日）         | ムキムキモンキー                  | 手賀沼ジュン                   |                                |                                |
| 第10回（2016年8月12日）        | Melody Line                       | 霜月はるか                     |                                |                                |
| 第11回（2016年8月27日）        | 背中に愛してる                    | 森野熊八                       |                                |                                |
| 第12回（2016年9月9日）         | タッチ                            | 上村彩子                       |                                |                                |
| 第13回（2016年9月23日）        | 「パステル家族」PVイメージソング  | 川上千尋、近藤玲奈、竹下礼奈   |                                |                                |
| 第14回（2016年10月7日）        | 雨ときどき晴れのち虹              | 瀬斗光黄、仮屋世来音           |                                |                                |
| 第15回（2016年10月21日）       | DREAM×SCRAMBLE!                   | AiRI                           |                                |                                |
| 第16回（2016年11月4日）        | Open your eyes                    | 亜咲花                         |                                |                                |
| 第17回（2016年11月18日）       | colorless wind                    | 結城アイラ                     |                                |                                |
| 第18回（2016年12月2日）        | Tropical Mermaid                  | FAKE TYPE.                     |                                |                                |
| 第19回（2016年12月16日）       | MY OWN LIFE                       | Zwei                           |                                |                                |
| 第20回（2016年12月30日）       | 僕らのライブドッグ！              | 前田玲奈                       |                                |                                |
| 第21回（2017年1月13日）        | 無題                              | 安原麗子                       |                                |                                |
| 第22回（2017年1月27日）        |                                   | 高橋秀幸 宮本佳那子            |                                |                                |
| 第23回（2017年2月10日）        | STEEL-鉄血の絆-                   | TRUE                           |                                |                                |
| 第24回（2017年2月24日）        |                                   | 駒形友梨                       |                                |                                |
| 第25回（2017年3月10日）        | 僕らのライブドッグ！              | 前田玲奈                       |                                |                                |
| 第26回（2017年3月24日）        |                                   |                                |                                |                                |

| のざP・松永真穂のライブドッグ! | のざP・松永真穂のライブドッグ!                        | のざP・松永真穂のライブドッグ!             | のざP・松永真穂のライブドッグ!                                             | のざP・松永真穂のライブドッグ! |
| 回（放送日）                   | 曲名                                                  | 歌唱者                                     | 備考                                                                       |                                |
| ------------------------------ | ----------------------------------------------------- | ------------------------------------------ | -------------------------------------------------------------------------- | ------------------------------ |
| 第2回（2012年10月21日）        | STELLAR autumn.ver                                    | 南里侑香                                   |                                                                            |                                |
| 第3回（2012年11月4日）         | 恋心                                                  | ああ（savage genius）                      |                                                                            |                                |
| 第4回（2012年11月18日）        | 二足のわらじ                                          | 柿島伸次、コミネリサ                       |                                                                            |                                |
| 第5回（2012年12月2日）         | 飛び立て! フゥレンジャー                              | 清水愛、柿島伸次、 のざP、まほちゅ         |                                                                            |                                |
| 第6回（2012年12月16日）        | 心にあるキラキラを忘れないで                          | 結城アイラ                                 |                                                                            |                                |
| 第9回（2013年2月3日）          | Dead or TwinAlive                                     | 石原慎一、鵜島仁文                         |                                                                            |                                |
| 第10回（2013年2月10日）        | 純情スペクトラ                                        | Zwei                                       |                                                                            |                                |
| 第11回（2013年2月24日）        | ダイアモンド クレバス                                 | 松永真穂                                   |                                                                            |                                |
| 第12回（2013年3月10日）        | どやっ (｀・ω・´)特技かっ!                            | 藤田由美子                                 |                                                                            |                                |
| 第13回（2013年3月24日）        | 日の当たる場所へ                                      | 織田かおり                                 |                                                                            |                                |
| 第14回（2013年4月7日）         | フェアリーテイル 〜約束の日〜                         | 米倉千尋                                   |                                                                            |                                |
| 第15回（2013年4月21日）        | うーん、もう                                          | 相沢舞                                     |                                                                            |                                |
| 第16回（2013年5月5日）         | 僕じゃない（ライブドッグ.ver）                        | angela（ギター：柿島、KATSU）              |                                                                            |                                |
| 第17回（2013年5月19日）        | ドラえもんのうた                                      | 山野さと子                                 |                                                                            |                                |
| 第17回（2013年5月19日）        | みちくさ                                              | 山野さと子                                 |                                                                            |                                |
| 第18回（2013年6月2日）         | ETERNAL WIND〜ほほえみは光る風の中〜                  | 南里侑香                                   |                                                                            |                                |
| 第18回（2013年6月2日）         | Wouldn't It Be Loverly?（だったらいいな）             | 南里侑香                                   |                                                                            |                                |
| 第19回（2013年6月16日）        | はしれ、                                              | 水面下ノ空                                 |                                                                            |                                |
| 第20回（2013年6月30日）        | Day dream Flight                                      | 江口菜子（ギター:真壁陽平）                |                                                                            |                                |
| 第21回（2013年7月14日）        | DESIRE                                                | 美郷あき                                   |                                                                            |                                |
| 第22回（2013年7月28日）        | Brand-new Style!! 〜魔法みたいなShow time〜(step two) | StylipS                                    |                                                                            |                                |
| 第23回（2013年8月11日）        | 僕                                                    | 柿島伸次                                   |                                                                            |                                |
| 第24回（2013年8月24日）        | ここにいるから                                        | コミネリサ                                 |                                                                            |                                |
| 第25回（2013年9月8日）         | 空色デイズ                                            | 木村優                                     |                                                                            |                                |
| 第26回（2013年9月22日）        | 溝ノ口太陽族                                          | manzo                                      |                                                                            |                                |
| 第26回（2013年9月22日）        | 世田谷線                                              | manzo                                      |                                                                            |                                |
| 第27回（2013年10月6日）        | 悲しみよこんにちは                                    | 近江知永                                   |                                                                            |                                |
| 第28回（2013年10月20日）       | sign                                                  | Ray                                        |                                                                            |                                |
| 第29回（2013年11月3日）        | 飛行実習 Run to fly                                   | ミク、ルイズ（アフィリア・サーガ）         |                                                                            |                                |
| 第30回（2013年11月17日）       | Miracles may                                          | いとうかなこ                               |                                                                            |                                |
| 第30回（2013年11月17日）       | Hacking to the Gate                                   | いとうかなこ                               |                                                                            |                                |
| 第31回（2013年12月1日）        | ホワイト・クリスマス                                  | 南里侑香                                   |                                                                            |                                |
| 第32回（2013年12月15日）       | 泡沫ノ花                                              | marina                                     |                                                                            |                                |
| 第33回（2013年12月29日）       | 3月3日はひまなつり                                    | シュガーtoshi （ギター：アルシンド田中）   |                                                                            |                                |
| 第33回（2013年12月29日）       | めだかの学校                                          | シュガーtoshi （ギター：アルシンド田中）   |                                                                            |                                |
| 第33回（2013年12月29日）       | タマちゃんのうた                                      | シュガーtoshi （ギター：アルシンド田中）   |                                                                            |                                |
| 第33回（2013年12月29日）       | 一足セレナーデ                                        | シュガーtoshi （ギター：アルシンド田中）   |                                                                            |                                |
| 第33回（2013年12月29日）       | バンバンバン                                          | シュガーtoshi （ギター：アルシンド田中）   |                                                                            |                                |
| 第33回（2013年12月29日）       | イソシン                                              | シュガーtoshi （ギター：アルシンド田中）   |                                                                            |                                |
| 第33回（2013年12月29日）       | えいちゃんの歌                                        | シュガーtoshi （ギター：アルシンド田中）   |                                                                            |                                |
| 第35回（2014年1月26日）        | アイノウタ                                            | 緒方恵美                                   |                                                                            |                                |
| 第36回（2014年2月9日）         | ebb and flow                                          | Ray                                        |                                                                            |                                |
| 第37回（2014年2月23日）        | メモリーズ・ラスト                                    | 黒崎真音                                   |                                                                            |                                |
| 第38回（2014年3月9日）         | ガーネット                                            | 七瀬亜深、金香里                           |                                                                            |                                |
| 第39回（2014年3月23日）        | ETERNAL WINGS                                         | TRUE                                       |                                                                            |                                |
| 第40回（2014年4月6日）         | 大切なコト                                            | 中野愛子                                   |                                                                            |                                |
| 第41回（2014年4月20日）        | 愛がきこえる                                          | 織田かおり                                 |                                                                            |                                |
| 第42回（2014年5月4日）         | 優しい軌跡                                            | 喜多修平                                   |                                                                            |                                |
| 第43回（2014年5月18日）        | シアワセの羽                                          | 貝田由里子                                 |                                                                            |                                |
| 第44回（2014年6月1日）         | BELIEVE IN LOVE                                       | 川添智久                                   |                                                                            |                                |
| 第45回（2014年6月15日）        | 真っ赤なスカーフ                                      | 結城アイラ                                 |                                                                            |                                |
| 第45回（2014年6月15日）        | 星が永遠を照らしてる                                  | 結城アイラ                                 |                                                                            |                                |
| 第46回（2014年6月29日）        | ありのままで                                          | 松永真穂                                   | 1フレーズのみ歌唱                                                          |                                |
| 第46回（2014年6月29日）        | Resonant World                                        | 松永真穂                                   |                                                                            |                                |
| 第47回（2014年7月13日）        | マニキュア                                            | 高橋美佳子 （ギター：野崎、上田隆文）      |                                                                            |                                |
| 第48回（2014年7月27日）        | The Boys Of Summer                                    | サイキックラバー                           |                                                                            |                                |
| 第48回（2014年7月27日）        | ギガントシューターだっちゅーの!                       | サイキックラバー                           |                                                                            |                                |
| 第49回（2014年8月10日）        | あしたのしおり                                        | 米澤円                                     |                                                                            |                                |
| 第50回（2014年8月24日          | Fly me to the moon                                    | たかはし智秋                               |                                                                            |                                |
| 第50回（2014年8月24日          | Lovin' You                                            | たかはし智秋                               |                                                                            |                                |
| 第51回（2014年9月7日）         | 初恋は雲にのって                                      | 山野さと子                                 |                                                                            |                                |
| 第52回（2014年9月21日）        | FINAL ATTACK                                          | 谷川義秀                                   |                                                                            |                                |
| 第53回（2014年10月5日）        | Spica.                                                | StylipS                                    |                                                                            |                                |
| 第54回（2014年10月19日）       | みつあみ                                              | 三重野瞳                                   |                                                                            |                                |
| 第55回（2014年11月2日）        | 君じゃなきゃダメみたい                                | オーイシマサヨシ （ギター:柿島、オーイシ） |                                                                            |                                |
| 第56回（2014年11月16日）       | はじまりの翼                                          | TRUE                                       |                                                                            |                                |
| 第57回（2014年11月30日）       | ラスト・クリスマス                                    | 中野愛子（ギター:上田隆文）                |                                                                            |                                |
| 第58回（2014年12月14日）       | 白い恋人達                                            | 高橋秀幸                                   |                                                                            |                                |
| 第61回（2015年1月25日）        | ウクレレ県庁所在地                                    | かっきー＆アッシュポテト                   |                                                                            |                                |
| 第62回（2015年2月8日）         | 九九ロックンロール!!                                  | 野崎圭一、松永真穂、 柿島伸次、立花理香    |                                                                            |                                |
| 第63回（2015年2月22日）        | 15の頃                                                | 鈴木美潮                                   |                                                                            |                                |
| 第64回（2015年3月8日）         | ailes                                                 | TRUE                                       |                                                                            |                                |
| 第65回（2015年3月22日）        | 想いを奏でて                                          | ああ（savage genius）                      |                                                                            |                                |
| 第66回（2015年4月5日）         | 迷々コンパスはいらない                                | 松永真穂                                   |                                                                            |                                |
| 第67回（2015年4月19日）        | ORANGE                                                | 彩音                                       |                                                                            |                                |
| 第68回（2015年5月3日）         | 蛍火                                                  | 城所葵                                     |                                                                            |                                |
| 第69回（2015年5月17日）        | ONE STEP                                              | 田村直美                                   | 冒頭で「ゆずれない願い」を1フレーズ歌唱                                    |                                |
| 第70回（2015年5月31日）        | はい、どーも                                          | ポカスカジャン                             |                                                                            |                                |
| 第71回（2015年6月14日）        | とまとっと...?とうがらし～やさいしりとり～            | 宍戸留美、柿島伸次、松永真穂               | 野崎の誕生日を祝うため、サプライズで「ハッピーバースデートゥーユー」を歌唱 |                                |
| 第72回（2015年6月28日）        | new start!                                            | 水面下ノ空                                 |                                                                            |                                |
| 第73回（2015年7月12日）        | 白いブランコ(往復書簡ver)                             | タマ伸也、柿島伸次                         |                                                                            |                                |
| 第74回（2015年7月12日）        | HEART TO HEART                                        | 桑田靖子                                   |                                                                            |                                |
| 第75回（2015年8月9日）         | Forever                                               | 安原麗子                                   |                                                                            |                                |
| 第76回（2015年8月23日）        | 世界のアイシテル                                      | 柿島伸次、松永真穂                         |                                                                            |                                |
| 第77回（2015年9月6日）         | ドントウォーリー マイバイセコー                       | グレード義太夫、藤田由美子                 |                                                                            |                                |
| 第78回（2015年9月20日）        | ガンダムに愛をこめて                                  | 米倉千尋                                   |                                                                            |                                |
| 第79回（2015年10月4日）        | 溝ノ口太陽族                                          | manzo、柿島伸次 （ギター：manzo）          |                                                                            |                                |
| 第80回（2015年10月18日）       | 夜空ノムコウ                                          | 高橋秀幸                                   |                                                                            |                                |
| 第81回（2015年11月1日）        | FAITH                                                 | 鷲崎健                                     |                                                                            |                                |
| 第82回（2015年11月15日）       | 一緒に・・・                                          | masaru                                     |                                                                            |                                |
| 第83回（2015年11月29日）       | 妖怪にご用心Calling my Twilight                       | いとうかなこ                               |                                                                            |                                |
| 第85回（2015年12月27日）       | Distance                                              | 佐咲紗花                                   |                                                                            |                                |
| 第86回（2016年1月13日）        | 優しさの理由                                          | 柴紅音                                     |                                                                            |                                |
| 第87回（2016年1月27日）        | グッド・バイ・マイ・ラブ                              | 南里侑香                                   |                                                                            |                                |
| 第88回（2016年2月11日）        | Growing up!!熱球飯田橋心にいつも                      | 柿島伸次                                   |                                                                            |                                |
| 第89回（2016年2月24日）        | S・M・L☆                                              | ルイズ（アフィリア・サーガ）               |                                                                            |                                |
| 第90回（2016年3月9日）         | 桜日和                                                | 松永真穂                                   |                                                                            |                                |
| 第91回（2016年3月23日）        | 見えない翼                                            | 谷本貴義                                   |                                                                            |                                |

| のざP&りえのLive Dog!    | のざP&りえのLive Dog!                    | のざP&りえのLive Dog!                        | のざP&りえのLive Dog! | のざP&りえのLive Dog! |
| 回（放送日）             | 曲名                                     | 歌唱者                                       | 備考 |                       |
| ------------------------ | ---------------------------------------- | -------------------------------------------- | --- | --------------------- |
| 第1回（2010年10月10日）  | スイヘイリーベ〜魔法の呪文〜             | 柿島伸次、山口理恵                           | |                       |
| 第2回（2010年10月24日）  | フレンズ                                 | 中野愛子（コーラス：柿島、野崎）             | |                       |
| 第3回（2010年11月7日）   | CALL YOU…君と僕の未来                    | 柿島伸次                                     | 「超!A&G+ 番組ライブ」の模様を放送 |                       |
| 第3回（2010年11月7日）   | 溝ノ口太陽族                             | manzo（コーラス：柿島）                      | 「超!A&G+ 番組ライブ」の模様を放送 |                       |
| 第3回（2010年11月7日）   | 二ヶ領用水                               | manzo                                        | 「超!A&G+ 番組ライブ」の模様を放送 |                       |
| 第4回（2010年11月21日）  | ステキな果実                             | コミネリサ                                   | 「超!A&G+ 番組ライブ」の模様を放送 |                       |
| 第4回（2010年11月21日）  | Missing You                              | コミネリサ（ピアノ弾き語り）                 | 「超!A&G+ 番組ライブ」の模様を放送 |                       |
| 第5回（2010年12月5日）   | きよしこの夜モノマネメドレー             | TAKASHI                                      | 1コーラスオペラ風に歌唱後、近藤真彦〜長淵剛〜吉幾三〜細川たかし〜桑田佳祐〜布施明の順にモノマネ歌唱、最後に全員で英語歌唱した。 |                       |
| 第6回（2010年12月19日）  | 年下のボク                               | KAIDA（コーラス：柿島）                      | |                       |
| 第7回（2011年1月2日）    | 気づいてゾンビさま、私はクラスメイトです | 山口理恵 with manzo                          | |                       |
| 第8回（2011年1月16日）   | 魔・カ・セ・テ Tonight                   | 野水いおり （コーラス：山口、ギター：manzo） | |                       |
| 第9回（2011年1月30日）   | STAND UP TO THE VICTRY                   | 川添智久（コーラス：柿島）                   | |                       |
| 第10回（2011年2月13日）  | 10 YEARS AFTER                           | 米倉千尋（コーラス：柿島）                   | 野崎のリクエスト曲 |                       |
| 第11回（2011年2月27日）  | Shell                                    | Chino（コーラス:柿島）                       | |                       |
| 第12回（2011年3月13日）  | 僕らの自由                               | 美郷あき                                     | |                       |
| 第13回（2011年3月27日）  | 花粉症ブルース                           | 柿島伸次 with りえP&のざP                    | |                       |
| 第14回（2011年4月10日）  | Grow up Potential 〜夢に向かって〜       | 尾澤拓実                                     | |                       |
| 第15回（2011年4月24日）  | 願いのとき                               | 高橋美佳子                                   | |                       |
| 第16回（2011年5月8日）   | Deep Forest.                             | 中野愛子                                     | |                       |
| 第17回（2011年5月22日）  | 飯喰隊カニタマンの歌                     | 森野熊八（コーラス：柿島）                   | |                       |
| 第18回（2011年6月3日）   | shift                                    | 辻本祥子                                     | |                       |
| 第19回（2011年6月19日）  | 親愛なる人へ                             | 沢田聖子                                     | |                       |
| 第20回（2011年7月3日）   | コン・バトラーVのテーマ                  | なすなかにし、柿島伸次                       | |                       |
| 第21回（2011年7月17日）  | Love Cycle                               | 七瀬亜深                                     | 「セイクリッドセブン」 オリジナルメイドアルバム 『はんどめいど☆そうるめいと』収録のキャラクターソング。 この回では、「セイグリットセブン」特集として、メイド隊役を務める声優陣が、左記のキャラクターソングを披露した他、特別企画「メイド-1グランプリ 略してM-1グランプリ」と題したメイド力対決を行った。                                      |                       |
| 第21回（2011年7月17日）  | Sadistic Dream                           | 藤田由美子                                   | 「セイクリッドセブン」 オリジナルメイドアルバム 『はんどめいど☆そうるめいと』収録のキャラクターソング。 この回では、「セイグリットセブン」特集として、メイド隊役を務める声優陣が、左記のキャラクターソングを披露した他、特別企画「メイド-1グランプリ 略してM-1グランプリ」と題したメイド力対決を行った。                                      |                       |
| 第22回（2011年7月31日）  | ガールズサミット                         | 田中真奈美                                   | 「セイクリッドセブン」 オリジナルメイドアルバム 『はんどめいど☆そうるめいと』収録のキャラクターソング。 この回では、「セイグリットセブン」特集として、メイド隊役を務める声優陣が、左記のキャラクターソングを披露した他、特別企画「メイド-1グランプリ 略してM-1グランプリ」と題したメイド力対決を行った。                                      |                       |
| 第22回（2011年7月31日）  | Dreaming-Line                            | 林沙織                                       | 「セイクリッドセブン」 オリジナルメイドアルバム 『はんどめいど☆そうるめいと』収録のキャラクターソング。 この回では、「セイグリットセブン」特集として、メイド隊役を務める声優陣が、左記のキャラクターソングを披露した他、特別企画「メイド-1グランプリ 略してM-1グランプリ」と題したメイド力対決を行った。                                      |                       |
| 第23回（2011年8月14日）  | ガンダムに愛をこめて                     | 米倉千尋                                     | |                       |
| 第24回（2011年8月28日）  | Calling                                  | KAORI                                        | |                       |
| 第24回（2011年8月28日）  | Can't Buy Me Love                        | KAORI、野崎圭一、山口理恵、柿島伸次          | |                       |
| 第25回（2011年9月11日）  | あなたと私のうた                         | 南里侑香                                     | |                       |
| 第25回（2011年9月11日）  | 天使のウィンク                           | 南里侑香                                     | |                       |
| 第26回（2011年9月25日）  | Way to Love                              | 唐沢美帆                                     | |                       |
| 第27回（2011年10月7日）  | プラチナ                                 | riya（eufonius）                             | |                       |
| 第28回（2011年10月23日） | Embrace the Night                        | 山口理恵                                     | |                       |
| 第29回（2011年11月6日）  | さよならは言わない                       | コミネリサ                                   | |                       |
| 第30回（2011年11月20日） | HUSTLE MUSCLE                            | 河野陽吾                                     | |                       |
| 第31回（2011年12月4日）  | 想いを奏でて                             | ああ（savage genius）                        | |                       |
| 第32回（2011年12月18日） | クリスマス・イブ                         | ま～しぃ                                     | 山下達郎のモノマネ歌唱 |                       |
| 第32回（2011年12月18日） | 白い恋人達モノマネメドレー               | ま～しぃ                                     | 桑田佳祐〜山下達郎〜福山雅治〜槇原敬之〜松山千春〜ゆず〜平井堅〜Mr.Childrenの順にモノマネ歌唱 |                       |
| 第33回（2012年1月1日）   | 一月一日                                 | 野崎圭一、山口理恵、柿島伸次、 なすなかにし  | この回はゲストの柿島、なすなかにしを交えて行った「LiveDog新年会～メールが着たら 即、飲み会スペシャル～」内で披露。新年会ではライブの他、ビールを掛けた「あけおめメール返信ゲーム」を実施した。 |                       |
| 第34回（2012年1月15日）  | with friends!                            | LieN                                         | |                       |
| 第35回（2012年1月29日）  | 時の過ぎゆくままに                       | 小野澤拓生（ギター：野崎）                   | 沢田研二のモノマネ歌唱。特別企画「アニソン紅白大反省会」内で披露。大反省会では、アニソン紅白2011の総合演出の小野澤が、山口が出演した「アニソン紅白2011」のダメだし・裏話を披露した。また、「アニソン紅白2011」で山口と共演したmanzoからのダメだしメッセージを放送した。左記の曲は小野澤のカラオケでよく歌う曲で、野崎のギター演奏で披露した。 |                       |
| 第36回（2012年2月12日）  | ホログラム                               | 清浦夏実                                     | |                       |
| 第37回（2012年2月27日）  | 海賊戦隊ゴーカイジャー                   | 松原剛志                                     | |                       |
| 第38回（2012年3月11日）  | Andante アンダンテ                       | 南里侑香（コーラス：尾澤拓実）               | |                       |
| 第39回（2012年3月25日）  | スイヘイリーベ〜魔法の呪文〜             | かっきー&アッシュポテト、山口理恵            | |                       |
| 第39回（2012年3月25日）  | 科学者偉人伝~みんな初めは~               | かっきー&アッシュポテト                      | |                       |
| 第40回（2012年4月8日）   | Apocrypha                                | eufonius                                     | TAF2012での公開録音（第1夜、24日開催分）の模様を放送 |                       |
| 第40回（2012年4月8日）   | プリズム・サイン                         | eufonius                                     | TAF2012での公開録音（第1夜、24日開催分）の模様を放送 |                       |
| 第40回（2012年4月8日）   | 響鳴のカルディエラ                       | eufonius&山口理恵                            | TAF2012での公開録音（第1夜、24日開催分）の模様を放送 |                       |
| 第41回（2012年4月22日）  | White St. Rings                          | 中野愛子                                     | 当初放送予定だった公開録音スペシャルを差し替え「緊急特別大発表スペシャル」として中野の結婚が報告された。番組後半では、サプライズで中野の親友と野崎からの手紙が紹介され、終盤では中野のスタッフ、manzoから祝福を受けた。 |                       |
| 第42回（2012年5月6日）   | ステキな果実                             | コミネリサ（コーラス：柿島）                 | TAF2012での公開録音（第2夜、25日開催分）の模様を放送 |                       |
| 第42回（2012年5月6日）   | CALL YOU…君と僕の未来                    | 柿島伸次 （コーラス：コミネ）                | TAF2012での公開録音（第2夜、25日開催分）の模様を放送 |                       |
| 第42回（2012年5月6日）   | サザエさん一家                           | 柿島伸次、コミネリサ                         | TAF2012での公開録音（第2夜、25日開催分）の模様を放送 |                       |
| 第43回（2012年5月20日）  | チャリンコと夕陽と野良犬と               | 蜂屋誠一、柿島伸次                           | 柿島の2005年発表のアルバム「STARTING OVER SHINJI KAKIJIMA BEST ALBUM」収録曲のカバー |                       |
| 第44回（2012年6月3日）   | 恋のビギナーなんです (T_T)               | 山口理恵                                     | |                       |
| 第45回（2012年6月17日）  | 悲・ト・リ・デ 都内Tonight               | manzo                                        | |                       |
| 第47回（2012年7月15日）  | セカイノナミダ                           | 結城アイラ                                   | |                       |
| 第48回（2012年7月29日）  | あなたと一緒に                           | 柿島伸次                                     | |                       |
| 第49回（2012年8月12日）  | Trust You Forever                        | 鵜島仁文（ギター：野崎、鵜島）               | |                       |
| 第50回（2012年8月26日）  | 愛・おぼえていますかいのちの名前         | 南里侑香                                     | |                       |
| 第51回（2012年9月9日）   | DREAMS                                   | 朝倉あきら                                   | |                       |
| 第52回（2012年9月23日）  | As Time goes by                          | 浅見昂生 with 柿島伸次                       | |                       |

## 公開放送
- 超!A&G+ 番組ライブ（2010年11月2日）

文化放送のイベント「浜松町グリーンサウンドフェスタ〜浜祭〜」の前夜祭イベント「超!A&G+ 番組ライブ」内で開催された、公開録音。第3回、第4回で放送
- のざP&りえのLive Dog! 公開録音（2012年3月24日・25日）

東京国際アニメフェア2012 パブリックデーにTAFステージにて開催された公開録音。24日収録分の第1夜は第40回、25日収録分の第2夜は第42回で放送
- のざP&りえのLive Dog! 公開録音（2012年6月23日）

TOKYO SKYTREE TOWN STUDIOにて開催された公開録音。トークパートは第46回で放送
- のざP・松永真穂のライブドッグ〜年越しスペシャルライブ(2014年12月31日 - 2015年1月1日)

文化放送メディアプラスホールにて開催された、下記年末年始特別番組の公開生放送。

## 特別番組
- 柿島伸次のライブドッグスペシャル（2011年4月1日）

ライブコーナー担当の柿島によるアコースティックライブ特番。山口も、飛び入りで参加した
- のざP・松永真穂のライブドッグ～年越しスペシャルライブ（2014年12月31日 - 2015年1月1日）

ゲストに織田かおり、サイキックラバー、StylipS、結城アイラを迎えての、年末年始特別番組。